# Urosigalphus bruchivorus
Urosigalphus bruchivorus är en stekelart som beskrevs av Crawford 1914. Urosigalphus bruchivorus ingår i släktet Urosigalphus och familjen bracksteklar. Inga underarter finns listade i Catalogue of Life.